# President d'Etiòpia

Escut d'Etiòpia

Aquesta és la llista de Presidents d'Etiòpia des del 1987.

## Presidents d'Etiòpia, 1987-present
- Mengistu Haile Mariam: 10 de setembre 1987 - 21 de maig 1991
- Tesfaye Gebre Kidan: 21 de maig - 28 de maig 1991
- Meles Zenawi: 28 de maig 1991 - 22 d'agost 1995
- Negasso Gidada: 22 d'agost 1995 - 8 d'octubre 2001
- Girma Wolde-Giyorgis Lucha: 8 d'octubre 2001 - 7 d'octubre de 2013[1]
- Mulatu Teshome: des del 7 d'octubre de 2013- 2018
- Sahle-Work Zewde: des del 25 d'octubre de 2018.[2]